# Johannes Poulsen
Johannes Poulsen, född den 17 november 1881, död den 14 oktober 1938, var en dansk skådespelare och regissör.
Poulsen blev student 1899 och var 1901-1905 och 1906-1909 med sin bror anställd på Dagmarteatern. 1905-1906 var han en av De otte i deras skandinaviska turné. 1909-1909 var han anställd vid Det Kongelige Teater, från 1917 även som regissör. Efter att från 1923 upprepade gånger gästspelat i de olika nordiska länderna återvände han 1930 till Det Kongelige Teater, där han sedan arbetade fram till sin död.
Han filmdebuterade 1910 också med sin bror i Regia Kunstfilm och medverkade i fyra stumfilmer där och därefter tre ytterligare stumfilmer hos Nordisk Film. 1938 medverkade han en ljudfilm.
Johannes Poulsen var son till skådespelaren och regissören Emil Poulsen (1842-1911) och till Anna Augusta Dorthea Winzentine Margrethe Næser. Han var lillebror till skådespelaren Adam Poulsen. Han var gift tre gånger. Första gången kortvarigt under 1908 med Ingeborg Maria Hauge, andra gången 1917 med Sylvia Mizpah Pio (1878-1932) och tredje gången 1924 med solodansaren och skådespelaren Ulla Britta Iversen. Han var även kusin till skådespelaren Karen Poulsen.

## Filmografi
- 1910 – Elskovsbarnet
- 1910 – Djævlesonaten
- 1910 – Et Gensyn
- 1910 – Elskovsleg
- 1911 – Balletdanserinden
- 1911 – Dyrekøbt Glimmer
- 1912 – Indbruddet hos Skuespillerinden
- 1938 – Champagnegaloppen

## Teater

### Roller (urval)
- 1928 – Charles Surface i Skandalskolan av Richard Brinsley Sheridan, även regi, Oscarsteatern[9]

### Regi (urval)
- 1928 – Skandalskolan av Richard Brinsley Sheridan, Oscarsteatern[9]